# Lista de comunidades quilombolas no Acre
Lista de comunidades remanescentes de quilombos localizadas no estado brasileiro do Acre. O tombamento de quilombos é previsto pela Constituição Brasileira de 1988, bastando a certificação pela Fundação Cultural Palmares (FCP):
Art. 216. Constituem patrimônio cultural brasileiro os bens de natureza material e imaterial, tomados individualmente ou em conjunto, portadores de referência à identidade, à ação, à memória dos diferentes grupos formadores da sociedade brasileira [...]

§ 5º Ficam tombados todos os documentos e os sítios detentores de reminiscências históricas dos antigos quilombos.
Cada comunidade tem um Relatório Técnico de Identificação e Delimitação (RTID) publicado no Diário Oficial da União. Essa é uma etapa do processo de regularização fundiária assegurando o direito de sua terra, elaborado por Grupo Técnico nomeado pelo Instituto Nacional de Colonização e Reforma Agrária (INCRA).
Povos Tradicionais ou Comunidades Tradicionais são grupos que possuem uma cultura diferenciada da cultura predominante local, que mantêm um modo de vida intimamente ligado ao meio ambiente natural em que vivem. Através de formas próprias: de organização social, do uso do território e dos recursos naturais (com relação de subsistência), sua reprodução sócio-cultural-religiosa utiliza conhecimentos transmitidos oralmente e na prática cotidiana.

## Comunidades
∑ 0 items.